# Frijolillo, Tuxpan
Frijolillo är en ort i Mexiko.   Den ligger i kommunen Tuxpan och delstaten Veracruz, i den sydöstra delen av landet, 240 km nordost om huvudstaden Mexico City. Frijolillo ligger 9 meter över havet och antalet invånare är 365.
Terrängen runt Frijolillo är huvudsakligen platt, men åt sydväst är den kuperad. Runt Frijolillo är det ganska tätbefolkat, med 120 invånare per kvadratkilometer. Närmaste större samhälle är Tuxpan de Rodríguez Cano, 9,7 km nordost om Frijolillo. Trakten runt Frijolillo består till största delen av jordbruksmark.